# Garciems
Garciems – wieś na Łotwie, w krainie Liwonia, w novadsie Ādaži. Według danych na rok 2012 w miejscowości mieszkało 665 osób, a na rok 2015 – 625 osób.
Znajduje się tu przystanek kolejowy Garciems, położony na linii Ryga – Skulte.